# 1210
Il 1210 (MCCX in numeri romani) è un anno  del XIII secolo.

## Eventi

### Per luogo

#### Asia
- Tsuchimikado abdica al trono del Giappone, e gli succede il fratellastro Juntoku come suo ottantaquattresimo imperatore, secondo la storiografia tradizionale.
- Jöchi, primogenito di Genghis Khan, inizia una campagna contro i Kirghisi.

#### Europa
- 18 luglio - Battaglia di Gestilren: l'ex-re di Svezia Sverker II viene sconfitto e ucciso dal sovrano regnante Erik X.
- 18 novembre - Ottone IV di Brunswick, del Sacro Romano Impero, è scomunicato da papa Innocenzo III per aver invaso l'Italia meridionale in barba agli accordi del Concordato di Worms.
- 21 novembre - Erik X viene incoronato Re di Svezia. La sua è la prima nota incoronazione di un re di tale paese. Poco dopo, egli sposa la principessa danese Richeza, rafforzando i suoi rapporti col re di Danimarca Valdemaro II, un tempo sostenitore di Sverker II.
- Francesco d'Assisi riceve a Roma l'approvazione di papa Innocenzo III per il suo "Ordo fratum minorum", fondando così l'Ordine francescano.
- Wolfram von Eschenbach conclude la stesura del suo Parzival, opera che richiama il ciclo bretone del Santo Graal (data non certa, ma tradizionalmente e accademicamente accettata).
- Cuneo viene distrutta da Saluzzo.
- Gottfried von Straßburg scrive il suo poema epico Tristano (data approssimativa).
- Crociata livoniana - Battaglia di Ümera: gli Estoni sconfiggono i Cavalieri portaspada dell'ordine livoniano.
- La città greca di Acrocorinto si arrende ai crociati, dopo un assedio di cinque anni.
- Leonardo Fibonacci introduce la numerazione indo-araba

## Nati
- 5 maggio - Alfonso III del Portogallo, sovrano portoghese († 1279)
- 24 giugno - Fiorenzo IV d'Olanda, conte olandese († 1234)
- 22 luglio - Giovanna d'Inghilterra, regina († 1238)
- Birger Magnusson, politico svedese († 1266)
- Jacopo Bonfado, condottiero italiano († 1256)
- Guglielmo da Saliceto, chirurgo italiano († 1277)
- Marzio da Pieve di Compresseto, francescano italiano († 1301)
- Muqi, pittore cinese († 1275)
- Giordano Pironti, cardinale italiano († 1269)
- Giovanni da Procida, medico, politico e diplomatico italiano († 1298)
- Salatiele, notaio, docente e giurista italiano († 1280)
- Saʿdi, poeta persiano († 1291)
- Teodora di Arta, bizantina
- Hugh de Vere, IV conte di Oxford, nobile britannico († 1263)
- Philippe de Rémi, francese († 1265)
- Raoul de Soissons, francese († 1273)

## Morti
- 25 febbraio - Prepositino da Cremona, teologo e filosofo italiano
- 6 maggio - Corrado II di Lusazia, nobile tedesco
- 30 maggio - Roffredo dell'Isola, cardinale e abate italiano
- 17 luglio - Sverker II di Svezia, re (n. 1164)
- 30 novembre - Fiorenzo d'Olanda, vescovo cattolico olandese
- 14 dicembre - Soffredo, cardinale italiano
- Áonghas mac Somhairle
- Jean Bodel, poeta e giullare francese
- Matilde de Braose, nobile britannica
- Daniele di Morley, filosofo e astronomo britannico (n. 1140)
- Fakhr al-Dīn al-Rāzī, filosofo e teologo persiano (n. 1150)
- Liang Kai, pittore cinese (n. 1140)
- Lu You, poeta cinese (n. 1125)
- Chiarissimo I de' Medici, politico italiano
- Pandolfo da Lucca, cardinale e diplomatico italiano
- Uguccione da Pisa, vescovo cattolico italiano
- Qutb al-Din di Delhi, sultano
- William FitzAlan, I signore di Oswestry e Clun, nobile inglese

## Calendario
| Calendario 1210 | Calendario 1210 | Calendario 1210 | Calendario 1210 | Calendario 1210 | Calendario 1210 | Calendario 1210 | Calendario 1210 | Calendario 1210 | Calendario 1210 | Calendario 1210 | Calendario 1210 | Calendario 1210 | Calendario 1210 | Calendario 1210 | Calendario 1210 | Calendario 1210 | Calendario 1210 | Calendario 1210 | Calendario 1210 | Calendario 1210 | Calendario 1210 | Calendario 1210 | Calendario 1210 | Calendario 1210 | Calendario 1210 | Calendario 1210 | Calendario 1210 | Calendario 1210 | Calendario 1210 | Calendario 1210 | Calendario 1210 | Calendario 1210 |
| --------------- | --------------- | --------------- | --------------- | --------------- | --------------- | --------------- | --------------- | --------------- | --------------- | --------------- | --------------- | --------------- | --------------- | --------------- | --------------- | --------------- | --------------- | --------------- | --------------- | --------------- | --------------- | --------------- | --------------- | --------------- | --------------- | --------------- | --------------- | --------------- | --------------- | --------------- | --------------- | --------------- |
|                 | 1               | 2               | 3               | 4               | 5               | 6               | 7               | 8               | 9               | 10              | 11              | 12              | 13              | 14              | 15              | 16              | 17              | 18              | 19              | 20              | 21              | 22              | 23              | 24              | 25              | 26              | 27              | 28              | 29              | 30              | 31              |                 |
| Gennaio         | Ve              | Sa              | Do              | Lu              | Ma              | Me              | Gi              | Ve              | Sa              | Do              | Lu              | Ma              | Me              | Gi              | Ve              | Sa              | Do              | Lu              | Ma              | Me              | Gi              | Ve              | Sa              | Do              | Lu              | Ma              | Me              | Gi              | Ve              | Sa              | Do              |                 |
| Febbraio        | Lu              | Ma              | Me              | Gi              | Ve              | Sa              | Do              | Lu              | Ma              | Me              | Gi              | Ve              | Sa              | Do              | Lu              | Ma              | Me              | Gi              | Ve              | Sa              | Do              | Lu              | Ma              | Me              | Gi              | Ve              | Sa              | Do              |                 |                 |                 |                 |
| Marzo           | Lu              | Ma              | Me              | Gi              | Ve              | Sa              | Do              | Lu              | Ma              | Me              | Gi              | Ve              | Sa              | Do              | Lu              | Ma              | Me              | Gi              | Ve              | Sa              | Do              | Lu              | Ma              | Me              | Gi              | Ve              | Sa              | Do              | Lu              | Ma              | Me              |                 |
| Aprile          | Gi              | Ve              | Sa              | Do              | Lu              | Ma              | Me              | Gi              | Ve              | Sa              | Do              | Lu              | Ma              | Me              | Gi              | Ve              | Sa              | Do              | Lu              | Ma              | Me              | Gi              | Ve              | Sa              | Do              | Lu              | Ma              | Me              | Gi              | Ve              |                 |                 |
| Maggio          | Sa              | Do              | Lu              | Ma              | Me              | Gi              | Ve              | Sa              | Do              | Lu              | Ma              | Me              | Gi              | Ve              | Sa              | Do              | Lu              | Ma              | Me              | Gi              | Ve              | Sa              | Do              | Lu              | Ma              | Me              | Gi              | Ve              | Sa              | Do              | Lu              |                 |
| Giugno          | Ma              | Me              | Gi              | Ve              | Sa              | Do              | Lu              | Ma              | Me              | Gi              | Ve              | Sa              | Do              | Lu              | Ma              | Me              | Gi              | Ve              | Sa              | Do              | Lu              | Ma              | Me              | Gi              | Ve              | Sa              | Do              | Lu              | Ma              | Me              |                 |                 |
| Luglio          | Gi              | Ve              | Sa              | Do              | Lu              | Ma              | Me              | Gi              | Ve              | Sa              | Do              | Lu              | Ma              | Me              | Gi              | Ve              | Sa              | Do              | Lu              | Ma              | Me              | Gi              | Ve              | Sa              | Do              | Lu              | Ma              | Me              | Gi              | Ve              | Sa              |                 |
| Agosto          | Do              | Lu              | Ma              | Me              | Gi              | Ve              | Sa              | Do              | Lu              | Ma              | Me              | Gi              | Ve              | Sa              | Do              | Lu              | Ma              | Me              | Gi              | Ve              | Sa              | Do              | Lu              | Ma              | Me              | Gi              | Ve              | Sa              | Do              | Lu              | Ma              |                 |
| Settembre       | Me              | Gi              | Ve              | Sa              | Do              | Lu              | Ma              | Me              | Gi              | Ve              | Sa              | Do              | Lu              | Ma              | Me              | Gi              | Ve              | Sa              | Do              | Lu              | Ma              | Me              | Gi              | Ve              | Sa              | Do              | Lu              | Ma              | Me              | Gi              |                 |                 |
| Ottobre         | Ve              | Sa              | Do              | Lu              | Ma              | Me              | Gi              | Ve              | Sa              | Do              | Lu              | Ma              | Me              | Gi              | Ve              | Sa              | Do              | Lu              | Ma              | Me              | Gi              | Ve              | Sa              | Do              | Lu              | Ma              | Me              | Gi              | Ve              | Sa              | Do              |                 |
| Novembre        | Lu              | Ma              | Me              | Gi              | Ve              | Sa              | Do              | Lu              | Ma              | Me              | Gi              | Ve              | Sa              | Do              | Lu              | Ma              | Me              | Gi              | Ve              | Sa              | Do              | Lu              | Ma              | Me              | Gi              | Ve              | Sa              | Do              | Lu              | Ma              |                 |                 |
| Dicembre        | Me              | Gi              | Ve              | Sa              | Do              | Lu              | Ma              | Me              | Gi              | Ve              | Sa              | Do              | Lu              | Ma              | Me              | Gi              | Ve              | Sa              | Do              | Lu              | Ma              | Me              | Gi              | Ve              | Sa              | Do              | Lu              | Ma              | Me              | Gi              | Ve              |                 |